# Vein.fm
Vein.fm és un grup de música hardcore punk de la ciutat de Boston, que es va formar l'any 2013. És conegut per tocar tot sovint en directe i ha actuat amb grups com Code Orange i Twitching Tongues. El 2017 la banda va signar amb el segell discogràfic Closed Casket Activities, que publicà el seu primer disc, Errorzone, amb una recepció favorable per part de la crítica musical.
El so de Vein és una variació del hardcore punk amb influències screamo, noise, mathcore i nu metal, i de bandes sonores de pel·lícules i jocs de terror. Amb Errorzone es feren coneguts pel seu so metalcore extrem.

## Discografia

### Àlbums
- Errorzone (2018, Closed Casket Activities)
- This World Is Going to Ruin You (2022, Nuclear Beast)[7]

### EP
- Vein (2013)
- Terrors Realm (2014)
- Demo 2016 (2016)
- A Release of Excess Flesh (compartit amb .Gif from God, 2016, Zegema Beach/Structures//Agony/Longrail/Dingleberry/Contrition)
- Self-Destruct (2017, Closed Casket Activities)
- Vein on Audiotree Live (2018, Audiotree)[8]